# De nio månarnas dotter
De nio månarnas dotter är del 18 i Robert Jordans fantasyserie Sagan om Drakens återkomst (Wheel of Time). På engelska: Winter's Heart och den kom ut 2002. Den är översatt av Jan Risheden.
| Föregående bok: Vinterns hjärta | Sagan om Drakens återkomst | Nästa bok: Dunklets korsväg |